# Piotr Florek
Piotr Florek (ur. 18 czerwca 1954 w Romanowie Dolnym) – polski inżynier budownictwa i geodeta, samorządowiec i polityk, w latach 2007–2015 wojewoda wielkopolski, senator IX kadencji.

## Życiorys
Absolwent Technikum Geodezyjno-Drogowego w Zespole Szkół Zawodowych nr 5 w Poznaniu. Ukończył studia na Wydziale Geodezji Akademii Górniczo-Hutniczej w Krakowie oraz na Wydziale Budownictwa Politechniki Poznańskiej, a także studia podyplomowe w zakresie zarządzania w Wyższej Szkole Zarządzania i Marketingu w Warszawie. Pracował w Okręgowym Przedsiębiorstwie Geodezyjno-Kartograficznym w Poznaniu, prowadził własną działalność gospodarczą, następnie był dyrektorem Wojewódzkiego Ośrodka Ruchu Drogowego w Koninie. Należał do Stronnictwa Konserwatywno-Ludowego, w 2001 przystąpił do Platformy Obywatelskiej.
W latach 1998–2002 zasiadał w sejmiku wielkopolskim z listy Akcji Wyborczej Solidarność. W wyborach samorządowych w 2002 bez powodzenia ubiegał się o reelekcję z listy koalicji POPiS. W 2005 dwukrotnie startował bez powodzenia w wyborach do Senatu z okręgu konińskiego (w styczniowych wyborach uzupełniających i we wrześniowych parlamentarnych). W latach 2006–2007 zasiadał w konińskiej radzie miejskiej. 29 listopada 2007 został powołany na urząd wojewody wielkopolskiego. 12 grudnia 2011 premier Donald Tusk ponownie powierzył mu funkcję wojewody.
W 2015 wystartował do Senatu z ramienia PO w okręgu nr 90. Uzyskał mandat senatora IX kadencji, otrzymując 65 749 głosów. W konsekwencji 10 listopada 2015 zakończył urzędowanie na stanowisku wojewody. W wyborach w 2019 nie ubiegał się o reelekcję.